# یکاترینا گرادوا
یکاترینا گرادوا (روسی: Екатери́на Гео́ргиевна Гра́дова؛ ۶ اکتبر ۱۹۴۶ – ۲۲ فوریهٔ ۲۰۲۱) بازیگر و آموزگار اهل اتحاد جماهیر شوروی سوسیالیستی بود. وی بین سال‌های ۱۹۶۹ تا ۱۹۹۲ میلادی فعالیت می‌کرد.
از فیلم‌ها یا برنامه‌های تلویزیونی که وی در آن نقش داشته‌است می‌توان به لحظات هفده‌گانه بهاری اشاره کرد.